# NGC 3645
NGC 3645 est une galaxie lenticulaire vue par la tranche et située dans la constellation du Lion. NGC 3645 a été découverte par l'astronome germano-britannique William Herschel en 1784. Cette galaxie a aussi été observée par l'astronome britannique John Herschel le 7 avril 1828 et elle a été inscrite au catalogue NGC sous la cote NGC 3630.

## Caractéristiques
Sa vitesse par rapport au fond diffus cosmologique est de 1 864 ± 26 km/s, ce qui correspond à une distance de Hubble de 27,5 ± 2,0 Mpc (∼89,7 millions d'al).
À ce jour, quatre mesures non basées sur le décalage vers le rouge (redshift) donnent une distance de 34,525 ± 14,038 Mpc (∼113 millions d'al), ce qui est à l'intérieur des valeurs de la distance de Hubble. Notons cependant que c'est avec la valeur moyenne des mesures indépendantes, lorsqu'elles existent, que la base de données NASA/IPAC calcule le diamètre d'une galaxie et qu'en conséquence le diamètre de NGC 3645 pourrait être d'environ 36,6 kpc (∼119 000 al) si on utilisait la distance de Hubble pour le calculer.

### Identification

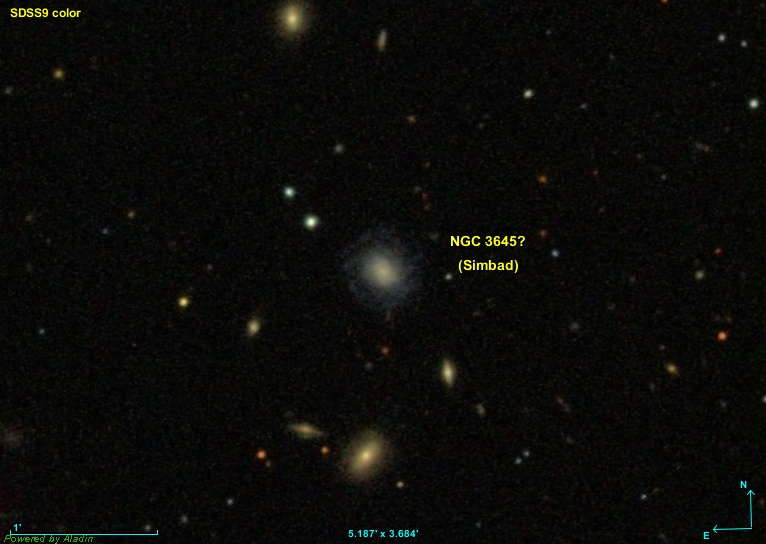
Selon Simbad et Aladin la galaxie PGC 34817 est NGC 3645.

Notons que la base de données Simbad et le programme Aladin identifient NGC 3645 à la galaxie PGC 34817.

## Groupe de NGC 3640
Selon un article de A.M. Garcia paru en 1993, NGC 3645 (NGC 3630 dans l'article) est un membre du groupe de NGC 3640. Selon Garcia, ce groupe comprend six autres galaxies :  NGC 3611, NGC 3640, NGC 3641, NGC 3664, NGC 3664A (PGC 35042) et UGC 6345. Abraham Mahtessian mentionne aussi l'existence de ce groupe, mais la galaxie NGC 3664A ne figure pas dans sa liste. De plus, la galaxie UGC 6345 est notée 1117+0248, notation abrégée pour CGCG 1117.6+0248.
Selon Vaucouleurs et Corwin, NGC 3643 fait partie du même groupe de galaxies que NGC 3645. NGC 3643 est d'ailleurs dans la même région du ciel que NGC 3645 et la distance qui nous en sépare est semblable à celle de NGC 3645. Il est donc raisonnable de supposer que NGC 3643 fasse aussi partie du groupe de NGC 3640.